# 陳良珊
陳良珊（1472年—16世紀），字子珍，南直隸松江府華亭縣人，明朝政治人物。

## 生平
陳良珊是弘治十四年舉人、建昌通判陳良瑚之雙胞胎兄長，生于成化八年壬辰十月二十七日，弘治八年（1495年）以儒士中應天府鄉試第一百二十八名舉人，二十八歲成十二年（1499年）己未科會試第二十一名，二甲四十七名進士，獲授高唐知州，為政令嚴肅，人們不敢以年少輕視他，陞刑部主事，到正德五年（1510年）二月自工部郎中外調湖廣按察司僉事，正德九年（1514年）正月進江西按察司巖北道副使。正德末升雲南按察使，监试嘉靖元年（1522年）雲貴鄉試。調貴州按察使。
嘉靖二年（1523年）八月陳良珊從貴州按察使調為四川右布政使，隨後因病，未任廣東布政使就已辭官歸鄉，和陳良瑚遊歷山水，有磊落名聲。

## 家族
曾祖陈显。祖陈达。父陈瑜。母张氏。重庆下。兄良珪、良璋；弟良瑚、良玘、良㻞。娶何氏。

## 引用
1. 1 2  光緒《青浦縣志·卷十八·人物二》：陳良珊，字子珍，與弟良瑚孿生，貌相肖，人見之莫能歧視也；良珊為縣學生，三試皆第一，宏治十二年成進士，選授山東高唐州知州，法令嚴肅，人不敢以少年易之，課最遷刑部主事，累官廣東布政使乞歸，而良瑚亦自江西罷官歸，兄弟相與嘯傲山水，以高曠稱。良瑚舉人，官建昌通判。
2. ↑  《明武宗毅皇帝實錄·卷六十》：（正德五年二月）乙卯陞湖廣辰州府知府黃琪為山東都轉運塩使司運使，山西按察司副使王紹為山西布政司右參政，御史張璡、工部郎中陳良珊俱按察司僉事，璡河南、良珊湖廣。
3. ↑  《明武宗毅皇帝實錄·卷一百八》：（正德九年正月）甲午陞江西按察使王秩為雲南布政司右布政使，陜西按察司副使張瀾、溫州知府徐浤俱為四川右參政，湖廣道御史羅縉、四川道張璉、浙江右參議羅欽德、河南左參議董銳、四川右參議郭韶、湖廣僉事陳良珊、漢中知府楊一鈞、起用工部署員外郎祝萃俱為按察司副使，縉廣東，璉欽德，一鈞浙江，銳湖廣，良珊江西，韶、萃陜西，萃提調學校。
4. ↑  天啟《贛州府志·卷八·統轄志》：兵巡巖北道……陳良珊，字子珎，華亭人，由進士歷湖廣僉事陞副使，正德十年任，累官布政使
5. ↑  《明世宗肅皇帝實錄·卷三十》：（嘉靖二年八月）壬戌陞貴州按察使陳良珊為四川右布政使，陜西布政司右參政蔣瑤湖廣右布政使。
6. ↑  光緒《重修華亭縣志·卷十二·人物一》：進士……明……（弘治）十二年己未科 倫文敘榜 陳良珊 宋府志本傳【云】字子珍，授山東高唐州知州，法令嚴肅，課最遷刑部主事，陞廣東布政使，以病乞歸。 案良珊為今青浦人。……舉人……明……（弘治）八年乙卯科 王㫤榜……陳良珊 見進士，以上儒士
7. ↑  龚延明主编. . 宁波: 宁波出版社. 2016. ISBN 978-7-5526-2320-8. 《天一閣藏明代科舉錄選刊.登科錄》之《弘治十二年己未科進士登科錄》